# 妙探闖通關 大腳之謎
《妙探闖通關 大腳之謎》是1993年由美國遊戲商LucasArts發行的電子冒險遊戲，內容為改編由史蒂夫·普賽爾所創作繪製；描述一位擬人化的狗警探山姆（Sam）與他的兔子幫手麥斯（Max）解決各種奇異案件與冒險的趣味漫畫《妙探闖通關》。

## 劇情
平時居於紐約、接案打擊惡犯的自由警探山姆與麥斯，某日收到警察局上司的命令要求，前往一處馬戲團樂團調查一樁案件。
前往該地的山姆與麥斯得知此馬戲團樂園的招牌明星；名為布魯諾（Bruno）的大腳怪、以及長頸女孩翠西（Trixie the Giraffe-Necked Girl）失蹤不見。
而為了找回下落不明的大腳怪與長頸女，山姆與麥斯開始走遍美國展開一場大冒險。

## 方法
遊戲方式是以滑鼠操控為主的點擊式，玩家可透過點選滑鼠右鍵作切換觀察、執行、對話等動作，而當滑鼠的游標在貼近可用的物品上會改變形狀作為提示。為了有更寬暢的遊戲畫面；在擺放所拾獲物品的欄位部份預設為縮小成畫面左下角圖示，只有在有需要時用滑鼠點選才會展開出來。
於原作漫畫為一對搭檔的山姆與麥斯；在遊戲中設計為讓玩家僅能控制狗警探山姆，而山姆的幫手小兔子麥斯則是由程式操作、會自行隨意走動和回應山姆的角色，雖然麥斯不受玩家控制，但是遊戲裡可以將麥斯作為道具使用；且通常於需要使用較粗暴手段的場合裡。
隨著遊玩過程發展，遊戲會逐漸增加不同場景的地圖。而玩家要讓角色前往到不同場景時，是透過利用一輛60年代的德索托（DeSoto）警車來移動，該車款則是原作漫畫裡山姆所使用的車輛。
另在闖關的過程當中，夾帶著可讓玩家額外遊玩其它的迷你小遊戲，像打地鼠、海戰、賽車等等。另外《妙探闖通關 大腳之謎》形式上如同一般LucasArts出品的冒險遊戲；不會有角色生命結束或因為錯過某些步驟、而造成卡關無法繼續下去的情況。

## 開發

### 經緯

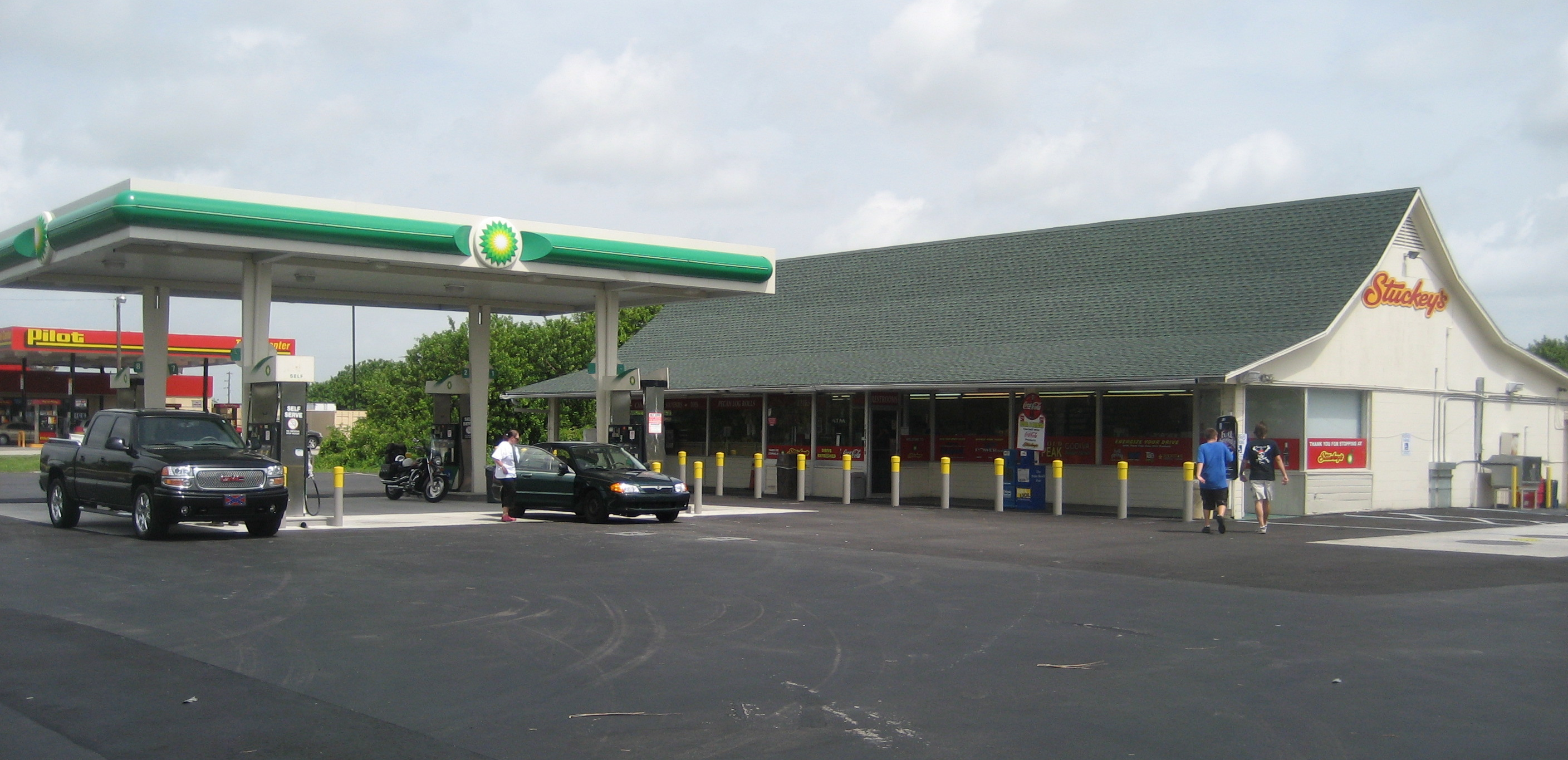
遊戲裡引用了許多美國當地實際存在的景物，如連鎖的便利商店Stuckey's。

在遊戲商LucasArts就職時；因普賽爾繪製的一些《妙探闖通關》漫畫有刊登於LucasArts每季發行的通訊刊物上；而獲得許多讀者正面回應，並有得到希望LucasArts能繼《瘋狂大樓》、《猴島小英雄》系列後發表出全新冒險遊戲作品的意見，而LucasArts便在1992年決定將《妙探闖通關》改編成電子遊戲。另外普賽爾在此遊戲製作敲案前，便常製作以《妙探闖通關》主角山姆與麥斯為模樣的遊戲測試角色，該測試角色常用於LucasArts的遊戲引擎SCUMM上；而《妙探闖通關 大腳之謎》同時也是以SCUMM作為開發工具。
之後LucasArts挑選《妙探闖通關》於1989年期間一段以橫跨美國歷險的漫畫劇情章節《On The Road》、作為改編此遊戲的內容。另外遊戲裡一些場景出自於普賽爾本人經歷，像是青蛙岩（Frog Rock）便是他小時去目睹一顆外型號稱像是青蛙的岩石地點；雖然普賽爾表示當時他心理覺得那顆石頭根本沒有像青蛙的地方，而遊戲出現的便利商店Stuckey's則是普賽爾小時全家旅行外出時常中途停下歇腳之場所。
因漫畫《妙探闖通關》裡有較年長者才能理解的嘲諷笑料，普賽爾猜測LucasArts會為針對此做更動，便花時間與LucasArts妥協；設法讓內容風味貼近原作漫畫。

### 操控介面
在以SCUMM所開發出的遊戲操作界面上，此回的《妙探闖通關 大腳之謎》有做了大幅度更新，因先前SCUMM所呈現的操作方式是在遊戲畫面下方分出一個區塊作為選單用；該選單裡有讓玩家可點選「對話」、「拾起」等動作指令用在遊戲角色上，而《妙探闖通關 大腳之謎》則是將舊有的選單取消、改成只要用點選滑鼠右鍵便可呼叫全部的動作指令，此一更新讓普賽爾認為能完整表現出遊戲畫面、以及讓遊戲過程與先前所推出的作品一較之下更省時省力。另外遊戲裡的對話樹選單也做了更動，之前LucasArts的冒險遊戲在與其它角色對話前；會先列出讓玩家挑選的對話開頭選項，而此回遊戲則改成用圖片來替代，開發者之一施特姆勒對此認為「若你在聽完整個笑話內容前、就已經先看完畫面上打出來的後續內容，是毀掉一個笑話最好的方法。」

### 配音‧配樂
作品內容採用了全程角色配音，而普賽爾另對此表示著能夠有機會讓他所繪製的漫畫角色講出話來；是他所夢寐以求的事。其中遊戲主角狗警官山姆的配音是由比爾·法爾曼所擔任，他個人之前便曾多次替迪士尼動畫系列裡的高飛、布魯托等狗造型角色配音，普賽爾對於比爾·法爾曼的配音內容則認為「如同一往法爾曼的風格、聽起來不會很黏且不會一副刻意去唸台詞的模樣」。另外小兔子麥斯則是從事作曲家及配音員尼克·詹姆斯昂負責。
遊戲裡爵士風格的配樂由克林特·班加吉安、麥可·蘭德、彼得·麥康奈爾三人共同協力完成，其中遊戲音樂引擎採用了由蘭德與麥康奈爾共同開發、能呈現互動效果的iMUSE。另外在此遊戲的CD版本裡另額外收錄了四首改編成高音質版本的配樂。

## 反應

### 評價
一些刊物如英國電子遊戲雜誌《Edge》認為以往的電子冒險遊戲很難讓玩家將情緒投入在所操控的角色上，但《妙探闖通關 大腳之謎》打破了這個情況，它讓人迫不及待想看山姆和麥斯這一對活寶警探下一步會想玩甚麼把戲，並且讚賞遊戲裡的畫面表現，但謎題難易度被認為較複雜不易破解，且對作品裡額外附贈的小遊戲內容感到乏味。而《電腦遊戲世界》則認為此款遊戲將「古怪」（wacky）一詞；給予了全新定義。台灣的《電腦玩家》評比此遊戲5顆星評價範圍中的4顆半星，認為在內容與創新這兩項要素達到了要求，雖然有部份瑕疵但仍是值得肯定的一份產品。
遊戲媒體網站方面Adventure Classic Gaming評論《妙探闖通關 大腳之謎》在遊戲畫面、謎題與劇情方面的表現，讓它夠格成為LucasArts所推出的最佳冒險遊戲、以及在冒險遊戲史中最令人感到歡樂的存在。IGN部分認為遊戲裡的山姆與麥斯，是《拉捷特與克拉克》出現前冒險遊戲中代表性的雙人組合，而在原作者史蒂夫·普賽爾的發揮之下，遊戲裡一切怪誕搞怪的景象都令人感到合乎道理。GamersHell則表示遊戲在畫面圖形部分還不算糟，但不認為會是適合較低年層玩家的風格，另外在操控部分雖然容易上手，但常有的情況是在用滑鼠點選畫面事物時；要花時間才能點到會觸發內容的範圍。

### 列名項目
- 1994年安妮獎：最佳動畫光碟作品提名[17]
- 1996年雜誌《電腦遊戲世界》第148期：史上前150大最佳遊戲第95名[13]
- 2007年遊戲傳媒網站IGN：前100大電子遊戲第74名[15]

## 相關續作
最初由數名LucasArts前員工所成立的Infinite Machine遊戲公司，於2001年9月宣布有著手計畫開發適用於Xbox主機平台的《妙探闖通關》遊戲系列續作──《妙探闖通關 時光冒險》（Sam & Max Plunge Through Space），該遊戲內容描述著山姆與麥斯要前往宇宙冒險；找尋被偷走流放在銀河裡的自由女神像。但因Infinite Machine公司隨後遭遇破產，造成該開發計畫面臨中止。
之後在2002年E3展覽會場上，LucasArts宣布計畫推出新續作《妙探闖通關：自由警探》。該遊戲除了將畫面改以3D立體圖形繪製外，並同樣交由麥克·施特姆勒開發製作；史蒂夫·普賽爾也幫忙提供該遊戲的概念美術內容，而先前在《大腳之謎》裡參與角色配音的比爾·法爾曼、尼克·詹姆斯昂也被邀請回鍋演出。但於2004年3月LucasArts突然發布聲明稿表示考慮到當下遊戲市場情況與獲利方面考量；將取消此遊戲的開發計畫。在LucasArts發出取消《妙探闖通關 自由警探》的開發消息後，LucasArts收到了由將近3萬2千位遊戲迷署名表達不滿的請願書。
LucasArts對於使用史蒂夫·普賽爾個人作品的許可權於2005年結束，之後由LucasArts前員工丹·康納斯（Dan Connors）等人成立的遊戲公司Telltale Games獲得開發《妙探闖通關》遊戲的權利，而新的續作《妙探闖通關 拯救世界》終於在2006年推出。另在2010年前，Telltale Games共發行了三套《妙探闖通關》遊戲作品。

## 外部連結
- GOG網站上的《妙探闖通關 大腳之謎》（页面存档备份，存于）（英文）